# نوب نوستر
نوب نوستر (بالإنجليزية: Knob Noster)‏ هي مدينة أمريكية تقع في ولاية ميزوري. تبلغ مساحة هذه المدينة 4.5 (كم²)،ويبلغ عدد سكانها 2462 نسمة حسب إحصاء سنة 2010 م 2462.تشير إحصاءات سنة 2000م بأن الكثافة السكانية في هذه المدينة تقدر بـ(549) نسمة/كم2 

## التركيبة السكانية
قام مكتب تعداد الولايات المتحدة بتحديد بيانات التركيبة السكانية لنوب نوسترفي تعداد الولايات المتحدة. في ما يلي، التركيبة السكانية حسب تعدادي 2000 و2010.

### تعداد عام 2000
بلغ عدد سكان نوب نوستر 2,462 نسمة بحسب تعداد عام 2000، وبلغ عدد الأسر 959 أسرة وعدد العائلات 602 عائلة مقيمة في المدينة. في حين سجلت الكثافة السكانية 1,421.8 نسمة لكل ميل مربع (549.0/كم2). وبلغ عدد الوحدات السكنية 1,092 وحدة بمتوسط كثافة قدره 630.6 نسمة لكل ميل مربع (243.5/كم2).
وتوزع التركيب العرقي للمدينة بنسبة 71.61% من البيض و 0.93% من الأمريكيين الأصليين و 1.83% من الأمريكيين ذوي الأصول الآسيوية و 0.49% من سكان جزر المحيط الهادئ و 11.86% من الأمريكيين الأفارقة و 10.32% من الأعراق الأخرى و 2.97% من عرقين مختلطين أو أكثر.
بلغ عدد الأسر 959 أسرة كانت نسبة 33.6% منها لديها أطفال تحت سن الثامنة عشر تعيش معهم، وبلغت نسبة الأزواج القاطنين مع بعضهم البعض 44.9% من أصل المجموع الكلي للأسر، ونسبة 13.2% من الأسر كان لديها معيلات من الإناث دون وجود شريك، وكانت نسبة 37.2% من غير العائلات. تألفت نسبة 28.6% من أصل جميع الأسر من أفراد ونسبة 6.5% كانوا يعيش معهم شخص وحيد يبلغ من العمر 65 عاماً فما فوق. وبلغ متوسط حجم الأسرة المعيشية 3.14، أما متوسط حجم العائلات فبلغ 2.57.
بلغ العمر الوسطي للسكان 27 عاماً. وكانت نسبة 27.6% من القاطنين تحت سن الثامنة عشر، وكانت نسبة 19.3% بين الثامنة عشر والأربعة وعشرون عاماً، ونسبة 29.7% كانت واقعةً في الفئة العمرية ما بين الخامسة والعشرون حتى والأربعة وأربعون عاماً، ونسبة 16.8% كانت ما بين الخامسة والأربعون حتى الرابعة والستون، ونسبة 6.7% كانت ضمن فئة الخامسة والستون عاماً فما فوق. يوجد لكل 100 أنثى 110.8 ذكر، ويوجد لكل 100 أنثى في الثامنة عشر من عمرها فما فوق 110.5 ذكر.
بلغ متوسط دخل الأسرة في المدينة 30,869 دولار، أما متوسط دخل العائلة فبلغ 36,842 دولار. وكان متوسط دخل الذكور 22,176 دولار مقابل 19,327 دولار للإناث. وسجل دخل الفرد الخاص بالمدينة 15,702 دولار. وكانت نسبة 13.4% من العائلات ونسبة 17.0% من السكان تحت خط الفقر، وكان من هؤلاء نسبة 28.4% تحت سن الثامنة عشر ونسبة 2.0% في الخامسة والستين من العمر وما فوق.

### تعداد عام 2010
بلغ عدد سكان نوب نوستر 2,709 نسمة بحسب تعداد عام 2010، وبلغ عدد الأسر 1,147 أسرة وعدد العائلات 675 عائلة مقيمة في المدينة. في حين سجلت الكثافة السكانية 940.6 نسمة لكل ميل مربع (363.2/كم2). وبلغ عدد الوحدات السكنية 1,347 وحدة بمتوسط كثافة قدره 467.7 لكل ميل مربع (180.6/كم2).
وتوزع التركيب العرقي للمدينة بنسبة 80.0% من البيض و 0.6% من الأمريكيين الأصليين و 3.1% من الأمريكيين ذوي الأصول الآسيوية و 0.7% من سكان جزر المحيط الهادئ و 9.1% من الأمريكيين الأفارقة و 4.2% من عرقين مختلطين أو أكثر.
بلغ عدد الأسر 1,147 أسرة كانت نسبة 33.8% منها لديها أطفال تحت سن الثامنة عشر تعيش معهم، وبلغت نسبة الأزواج القاطنين مع بعضهم البعض 41.5% من أصل المجموع الكلي للأسر، ونسبة 12.6% من الأسر كان لديها معيلات من الإناث دون وجود شريك، بينما كانت نسبة 4.8% من الأسر لديها معيلون من الذكور دون وجود شريكة وكانت نسبة 41.2% من غير العائلات. تألفت نسبة 31.7% من أصل جميع الأسر من أفراد ونسبة 6.5% كانوا يعيش معهم شخص وحيد يبلغ من العمر 65 عاماً فما فوق. وبلغ متوسط حجم الأسرة المعيشية 3.03، أما متوسط حجم العائلات فبلغ 2.36.
بلغ العمر الوسطي للسكان 27.1 عاماً. وكانت نسبة 25.4% من القاطنين تحت سن الثامنة عشر، وكانت نسبة 18.4% بين الثامنة عشر والأربعة وعشرون عاماً، ونسبة 28.3% كانت واقعةً في الفئة العمرية ما بين الخامسة والعشرون حتى والأربعة وأربعون عاماً، ونسبة 20.1% كانت ما بين الخامسة والأربعون حتى الرابعة والستون، ونسبة 7.9% كانت ضمن فئة الخامسة والستون عاماً فما فوق. وتوزع التركيب الجنسي للسكان بنسبة 51.6% ذكور و48.4% إناث.